# Montevallo
| Оценки критиков | Оценки критиков |
| Источник        | Оценка          |
| --------------- | --------------- |
| Allmusic        | [ 1 ]           |
| Billboard       | [ 2 ]           |
| Popmatters      | [ 3 ]           |

Montevallo — дебютный студийный альбом американского кантри-певца Сэма Ханта, изданный 27 октября 2014 года на студии MCA Nashville. Альбом достиг № 3 в чарте Billboard 200 и возглавил кантри хит-парад Top Country Albums.
В 2015 году Montevallo был номинирован на Премию «Грэмми» за лучший кантри-альбом на церемонии 58-й церемонии «Грэмми». В 2016 году выиграл American Country Countdown Awards в категории «Digital Album of the Year».

## История
Альбом получил положительные отзывы музыкальной критики и интернет-изданий. Сэм Хант стал соавтором всех 10 треков альбома. Продюсерами выступили Зак Кроуэлл и Шейн МакЭнелли.
Альбом дебютировал в чарте Billboard 200 на третьем месте и возглавил кантри хит-парад Top Country Albums с тиражом в 70,000 копий в неделю. Основной сингл с диска, названный «Leave the Night On» также стал № 1 в кантри-чарте Hot Country Songs и в радио кантри-чарте Country Airplay, что позволило Сэму Ханту стать первым за 22 года исполнителем, которому удалось возглавить все эти три чарта одновременно, впервые после Billy Ray Cyrus. Тираж альбома составляет 380,200 копий в США в марте 2015.
Montevallo возглавлял кантри-чарт Top Country Albums 9 недель с перерывами и был сертифицирован в золотом статусе RIAA 14 апреля 2015, и 2-кратном платиновом статусе 1 февраля 2016. Тираж диска превысил млн копий в США в феврале 2016. В сентябре 2016 года тираж достиг 1,208,600 копий в США.
10 сентября 2016 года Сэм Хант стал первым с 1990 года певцом (и 4-м с учётом групп), у которого первые места в радиоэфирном кантри-чарте Country Airplay (запущенным с 1990) занимали 4 сингла с дебютного альбома. Это синглы с диска Montevallo: «Leave the Night On» (15 ноября 2014), «Take Your Time» с элементами хип-хопа (2 мая 2015), «House Party» (12 сентября 2015) и «Make You Miss Me» (10 сентября 2016). Кроме того, был ещё сингл «Break Up in a Small Town», достигший позиции № 2 (13 февраля 2016). Ранее, по 4 чарттоппера с дебютного альбома имели группа Florida Georgia Line с диска Here's to the Good Times (2012-14: «Cruise» «Get Your Shine on» «Round Here» and «Stay»), группа Zac Brown Band с диска The Foundation (2008-09: «Chicken Fried» «Toes» «Highway 20 Ride» и «Free») и группа Brooks & Dunn с диска Brand New Man (1991-92: титульная песня, «My Next Broken Heart» «Neon Moon» и «Boot Scootin' Boogie»).

## Список композиций
| №   | Название                   | Автор(ы)                               | Длительность |
| --- | -------------------------- | -------------------------------------- | ------------ |
| 1.  | «Take Your Time»           | Sam Hunt, Josh Osborne, Shane McAnally | 4:02         |
| 2.  | «Leave the Night On»       | Hunt, Osborne, McAnally                | 3:11         |
| 3.  | «House Party»              | Hunt, Zach Crowell, Jerry Flowers      | 3:10         |
| 4.  | «Break Up in a Small Town» | Hunt, Crowell, McAnally                | 3:49         |
| 5.  | «Single for the Summer»    | Hunt, Crowell, Osborne, McAnally       | 5:10         |
| 6.  | «Ex to See»                | Hunt, Osborne, Matt Ramsey             | 3:18         |
| 7.  | «Make You Miss Me»         | Hunt, Osborne, Ramsey                  | 3:45         |
| 8.  | «Cop Car»                  | Hunt, Crowell, Matt Jenkins            | 4:13         |
| 9.  | «Raised on It»             | Hunt, Crowell, Flowers                 | 3:55         |
| 10. | «Speakers»                 | Hunt, Kylie Sackley, Brandon Hood      | 3:46         |

## Чарты
| Чарт (2014—2016)                      | Высшая позиция |
| ------------------------------------- | -------------- |
| Бельгия/Фландрия (Ultratop)           | 167            |
| Канада (Canadian Albums Chart)        | 2              |
| Нидерланды (Album Top 100)            | 60             |
| Италия (Classifica album)             | 83             |
| New Zealand Heatseekers Albums (RMNZ) | 7              |
| Шотландия (Scottish Albums Chart)     | 50             |
| Великобритания (UK Albums Chart)      | 93             |
| США (Billboard 200)                   | 3              |
| США (Billboard Top Country Albums)    | 1              |

| Чарт (2014)                       | Позиция |
| --------------------------------- | ------- |
| US Billboard 200                  | 184     |
| US Top Country Albums (Billboard) | 40      |
| Чарт (2015)                       | Позиция |
| US Billboard 200                  | 11      |
| US Top Country Albums (Billboard) | 1       |

### Синглы
| Год  | Сингл                      | Высшая позиция | Высшая позиция     | Высшая позиция | Высшая позиция | Высшая позиция |
| Год  | Сингл                      | US Hot Country | US Country Airplay | US             | CAN Country    | CAN            |
| ---- | -------------------------- | -------------- | ------------------ | -------------- | -------------- | -------------- |
| 2014 | «Leave the Night On»       | 1              | 1                  | 30             | 1              | 54             |
| 2014 | «Take Your Time»           | 1              | 1                  | 20             | 2              | 28             |
| 2015 | «House Party»              | 1              | 1                  | 26             | 2              | 34             |
| 2015 | «Break Up in a Small Town» | 2              | 2                  | 29             | 3              | 43             |
| 2016 | «Make You Miss Me»         | 2              | 1                  | 45             | 2              | 67             |

## Сертификации
| Регион                                                      | Сертификация  | Продажи   |
| ----------------------------------------------------------- | ------------- | --------- |
| Канада (Music Canada)                                       | Платиновый    | 80,000^   |
| Нидерланды (NVPI)                                           | Платиновый    | 40,000^   |
| США (RIAA)                                                  | 2× Платиновый | 1,193,000 |
| ^ Данные о тиражах приведены только на основе сертификации. |               |           |